# 小行星3386
小行星3386（3386 Klementinum）是一颗围绕太阳公转的小行星。1980年3月16日，拉迪斯拉夫·布羅傑克在克萊季发现了此天体。
这颗小行星的绝对星等为214.8810578321656等。